# Duits & Lauret Winterstout
Duits & Lauret Winterstout is een Nederlands bier van hoge gisting.
Het bier wordt gebrouwen voor Speciaalbierbrouwerij Duits & Lauret in De Proefbrouwerij te Hijfte, België. Het is een donkerbruin winterbier met een alcoholpercentage van 8,5%.